# Comunidad de municipios Coeur de Beauce
La comunidad de municipios Coeur de Beauce es una Comunidad de comunas de Beauce (Francia).

## Comunas

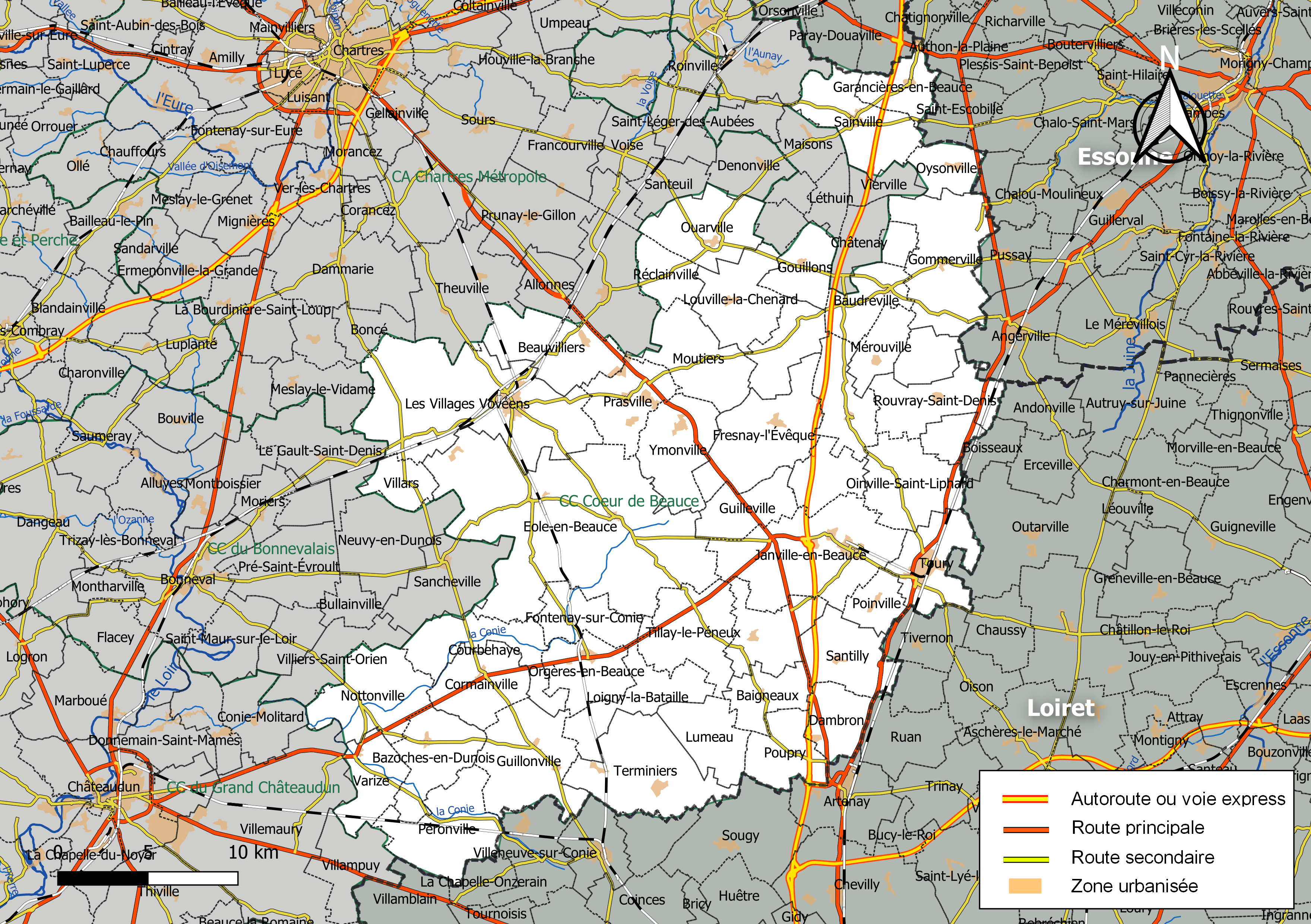
Mapa geográfico de la comunidad de municipios Coeur de Beauce, departamento de Eure-et-Loir, Francia. Composición a 1 de enero de 2019.

| - Ardelu - Baigneaux - Barmainville - Baudreville - Bazoches-en-Dunois - Bazoches-les-Hautes - Beauvilliers - Cormainville - Courbehaye - Dambron - Eole-en-Beauce - Fontenay-sur-Conie | - Fresnay-l'Évêque - Garancières-en-Beauce - Gommerville - Gouillons - Guilleville - Guillonville - Intréville - Janville-en-Beauce - Les Villages Vovéens - Levesville-la-Chenard - Loigny-la-Bataille - Louville-la-Chenard | - Lumeau - Mérouville - Moutiers - Neuvy-en-Beauce - Nottonville - Oinville-Saint-Liphard - Orgères-en-Beauce - Ouarville - Oysonville - Péronville - Poinville - Poupry | - Prasville - Réclainville - Rouvray-Saint-Denis - Sainville - Santilly - Terminiers - Tillay-le-Péneux - Toury - Trancrainville - Varize - Villars - Ymonville |